# إذاعة البحرين الشبابية
إذاعة البحرين الشبابية، أو 98.4 شباب هي قناة إذاعية تابعة لهيئة الإذاعة والتلفزيون في البحرين انطلقت في 14 فبراير 2010 في ذكرى ميثاق العمل الوطني. واسم وموجة القناة تساوي نسبة عدد المصوتين لصالح الميثاق (98.4%) من شعب البحرين.

## رؤية الإذاعة
رسالتها المساهمة في التأثير الإيجابي في فكر الشباب البحريني وإثراء قيمه ومبادئه.

## برامج الإذاعة
- صباح الخير يا شباب
- برنامج رادار
- برنامج لبيه
- برنامج سري للغاية
- برنامج الاثنين الرياضي
- برنامج مفاتيح
- برنامج فيتو
- برنامج راديو مسنجر